# Alex Ferguson
Sir Alexander Chapman Ferguson (Glasgow, 31 dicembre 1941) è un ex calciatore e allenatore di calcio scozzese, di ruolo attaccante.
È considerato uno dei migliori allenatori nella storia del calcio, nonché uno dei manager più carismatici e influenti di sempre.
Il suo nome è legato indissolubilmente a quello della società inglese del Manchester Utd, che ha allenato ininterrottamente per un periodo di quasi 27 anni, dal 1986 al 2013, durante il quale ha conquistato due Champions League, una Coppa delle Coppe, una Supercoppa UEFA, una Coppa Intercontinentale, una Coppa del mondo per club, tredici Premier League, cinque FA Cup, quattro League Cup e dieci Community Shield. In precedenza aveva condotto l'Aberdeen alla conquista di una Coppa delle Coppe, una Supercoppa UEFA, tre Scottish Premier League, quattro Scottish Cup e una Scottish League Cup, che fanno di lui il tecnico più vincente di sempre nella storia del calcio, con 49 trofei vinti.
Il 6 febbraio 2012 è stato nominato miglior allenatore del XXI secolo dalla IFFHS, mentre nel 2010 si è piazzato al secondo posto, alle spalle di Arsène Wenger, come miglior allenatore del decennio 2000-2010.
Ferguson è l'allenatore rimasto in carica più a lungo al Manchester United e in generale nella storia del calcio inglese, avendo superato il record di Matt Busby il 19 dicembre 2010: è rimasto in carica per 9692 giorni, dal 6 novembre 1986 al 19 maggio 2013, e ha guidato la prima squadra del club per 1500 partite, di cui 1035 in First Division/Premier League. Occupa inoltre il quarto posto nella classifica generale degli allenatori rimasti legati per più tempo alla stessa società, in cui è superato soltanto dal francese Guy Roux, che allenò per quasi 44 anni consecutivi l'Auxerre, dallo scozzese Willie Maley, che allenò il Celtic Glasgow per oltre 42 anni, e dal nordirlandese Ronnie McFall alla guida del Portadown per 30 anni.
Nel 2012, con il suo ingaggio da 9,4 milioni all'anno, è stato il quarto allenatore più pagato al mondo, alle spalle di José Mourinho del Real Madrid, Carlo Ancelotti del Paris Saint-Germain e Marcello Lippi del Guangzhou E..
È uno dei tre allenatori con il maggior numero di qualificazioni agli ottavi di finale in UEFA Champions League/Coppa dei Campioni (17) assieme a Arsène Wenger e Carlo Ancelotti.
Per diversi anni è stato l'allenatore con più panchine in Champions League (194) fino alla stagione 2023-2024, quando è stato superato da Carlo Ancelotti.

## Biografia

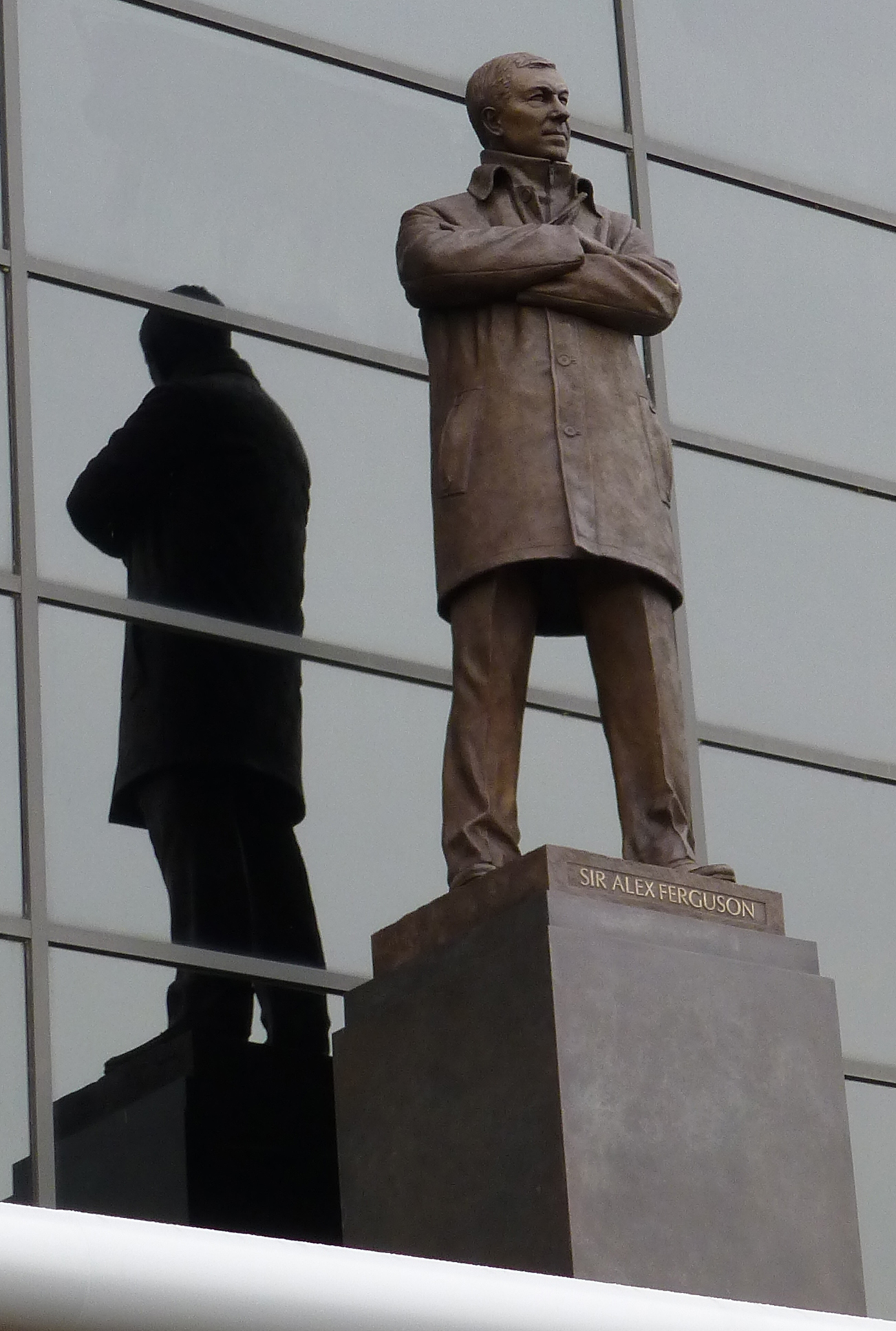
Scultura raffigurante Ferguson, collocata all'ingresso di Old Trafford il 23 novembre 2012.

Figlio di Alexander Beaton Ferguson (protestante) e di Elizabeth Hardie (cattolica), Alex Ferguson, scozzese di religione protestante, proviene da una famiglia operaia. Il padre Alexander, ex calciatore del Glentoran (massima divisione nordirlandese), lavorava come manovale in un cantiere navale. Ha un fratello di nome Martin, nato nel dicembre 1942.
Alex, nato e cresciuto nel sobborgo di Govan di Glasgow, viene bocciato sia alle elementari sia alla high school, decidendo, così, di diventare apprendista. Il calcio gli dà un'opportunità in più: diventa calciatore e, contemporaneamente, continua a studiare e a lavorare in fabbrica. Dopo l'apprendistato, durato sei anni, riesce nel 1964 a prendere il diploma. Successivamente all'ottenimento del titolo di studio, Ferguson segue corsi per tecnici di calcio.
Sposato con Cathrine, da cui ha avuto un figlio, Darren, anch'egli calciatore e allenatore, il 20 luglio 1999 è stato nominato "Sir" dalla regina Elisabetta II: è Commendatore dell'Ordine dell'Impero Britannico.
Nell'ottobre 2013 gli è stata dedicata una strada adiacente all'Old Trafford, lo storico stadio casalingo del Manchester United.
Il 5 maggio 2018 viene ricoverato e operato a causa di un'emorragia cerebrale.

## Carriera

### Giocatore

#### Club
Nel 1958 fa il suo esordio in una società calcistica, giocando con i dilettanti del Queen's Park. Nel 1960 passa al St. Johnstone e nel 1964 al Dunfermline, dove milita per tre anni. In questa squadra raccoglie i primi successi: nel 1966 è capocannoniere del massimo campionato scozzese insieme a Joseph McBride, con 31 gol. Contando anche le partite di Coppa di Lega in quella stagione Ferguson realizza in tutto 45 gol in 51 partite.
Nel 1967 passa ai Rangers, dove resta due anni, e cioè fino a quando la sua squadra viene sconfitta dai rivali del Celtic per 4-0 nella finale di Coppa di Scozia. Dal 1969 è al Falkirk e nel 1973-1974 disputa la sua ultima stagione da calciatore nell'Ayr Utd.

#### Nazionale
Nell'ottobre 2021 gli sono state riconosciute le presenze con la nazionale scozzese effettuate durante la tournée mondiale della Tartan Army nel 1967, che lo vide schierato in tre occasioni contro il Australia ed una volta contro Israele, partite nelle quali segnò tre reti.

### Allenatore

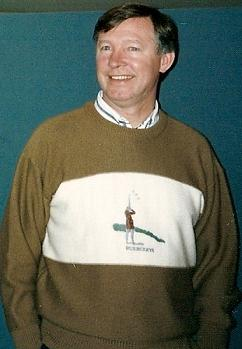
Ferguson nel 1992

Nel luglio 1974 inizia la sua carriera di allenatore con l'East Stirlingshire. Viene quindi ingaggiato dalla squadra del St. Mirren, che riesce a portare nella massima serie nel 1977. L'anno successivo la squadra ottiene la salvezza, ma viene comunque esonerato. Trovato subito un ingaggio con l'Aberdeen, inizia presto un ciclo vittorioso. Nel 1980 vince il campionato superando il Celtic di un punto. Nel 1982 l'Aberdeen conquista la Coppa di Scozia battendo in finale i Rangers per 4-1. L'anno successivo centra un treble, vincendo la Coppa di Scozia, la Coppa delle Coppe 1982-1983 (battendo 2-1 il Real Madrid) e la Supercoppa Europea battendo l'Amburgo. Nel 1984 ottiene il double campionato-coppa nazionale; l'anno successivo, l'ultimo titolo scozzese.
Contemporaneamente all'incarico di manager dell'Aberdeen accetta anche quello di commissario tecnico della nazionale scozzese, che ricopre dal 16 ottobre 1985 al 13 giugno 1986. Partecipa quindi ai Mondiali 1986 ereditando il ruolo di CT scozzese da Jock Stein, seppur privato di alcuni dei suoi migliori giocatori, tra cui Kenny Dalglish, infortunato, e Alan Hansen, compagno di Dalglish al Liverpool ed escluso da Ferguson per scelta tecnica: la Scozia viene eliminata al primo turno. Il 6 novembre 1986 è ingaggiato dal Manchester United, dove rimarrà per 27 stagioni. In patria, intanto, vince gli ultimi trofei con l'Aberdeen: Coppa di Scozia e Coppa di Lega.
Il primo trofeo arriva dopo tre anni e mezzo, con la Coppa d'Inghilterra 1990 vinta a maggio (1-0 al Crystal Palace nella ripetizione della finale). Influenzato dallo stile di allenamento e di gioco imposti dal tecnico italiano Marcello Lippi alla Juventus, Ferguson arriverà a conquistare 38 trofei, a livello nazionale e internazionale. Nella stagione 1998-1999 lo United conquista uno storico treble, vincendo il titolo nazionale davanti all'Arsenal, la FA Cup in finale contro il Newcastle United e la Champions League dopo aver passato il turno nel girone, che comprendeva anche Barcellona e Bayern Monaco, ed aver sconfitto l'Inter ai quarti di finale, la Juventus in semifinale ed il Bayern Monaco in finale, partita nella quale la squadra inglese segna due gol con Teddy Sheringham e Ole Gunnar Solskjær dopo essere stata in svantaggio fino al novantesimo minuto.

Ferguson sulla panchina del Manchester Utd nella UEFA Champions League 1996-1997

Nel 2007-2008 gli uomini di Ferguson si aggiudicano il Community Shield contro il Chelsea di José Mourinho ai calci di rigore, dopo che la gara si era conclusa per 1-1 nei tempi regolamentari; la Premier League, come già la stagione precedente, con 2 punti di vantaggio sul Chelsea; la UEFA Champions League, a Mosca, ancora contro il Chelsea, ai calci di rigore, seconda e ultima Champions League per il manager scozzese. Il 19 dicembre 2010 eguaglia il record di giorni consecutivi (8811) alla guida del Manchester United, precedentemente appartenuto a Matt Busby. Il 9 gennaio 2012 a Zurigo, durante la cerimonia per l'assegnazione del Pallone d'oro a Lionel Messi, gli viene conferito il FIFA Presidential Award come premio alla carriera.
L'8 maggio 2013 comunica, attraverso il sito ufficiale del Manchester United, l'intenzione di ritirarsi dall'attività di allenatore al termine della stagione 2012-2013. L'ultima partita di Ferguson con i Red Devils è un pareggio per 5-5 sul campo del West Bromwich Albion; come suo successore viene designato David Moyes, anch'egli scozzese.

## Statistiche

### Statistiche da calciatore

#### Cronologia presenze e reti in nazionale[24]
| Cronologia completa delle presenze e delle reti in nazionale ― Scozia | Cronologia completa delle presenze e delle reti in nazionale ― Scozia | Cronologia completa delle presenze e delle reti in nazionale ― Scozia | Cronologia completa delle presenze e delle reti in nazionale ― Scozia | Cronologia completa delle presenze e delle reti in nazionale ― Scozia | Cronologia completa delle presenze e delle reti in nazionale ― Scozia | Cronologia completa delle presenze e delle reti in nazionale ― Scozia | Cronologia completa delle presenze e delle reti in nazionale ― Scozia |
| Data                                                                  | Città                                                                 | In casa                                                               | Risultato                                                             | Ospiti                                                                | Competizione                                                          | Reti                                                                  | Note                                                                  |
| --------------------------------------------------------------------- | --------------------------------------------------------------------- | --------------------------------------------------------------------- | --------------------------------------------------------------------- | --------------------------------------------------------------------- | --------------------------------------------------------------------- | --------------------------------------------------------------------- | --------------------------------------------------------------------- |
| 16-5-1967                                                             | Tel Aviv                                                              | Israele                                                               | 1 – 2                                                                 | Scozia                                                                | Amichevole                                                            | -                                                                     |                                                                       |
| 28-5-1967                                                             | Sydney                                                                | Australia                                                             | 0 – 1                                                                 | Scozia                                                                | Amichevole                                                            | 1                                                                     |                                                                       |
| 31-5-1967                                                             | Adelaide                                                              | Australia                                                             | 1 – 2                                                                 | Scozia                                                                | Amichevole                                                            | -                                                                     |                                                                       |
| 3-6-1967                                                              | Melbourne                                                             | Australia                                                             | 0 – 2                                                                 | Scozia                                                                | Amichevole                                                            | 2                                                                     |                                                                       |
| Totale                                                                |                                                                       | Presenze                                                              | 4                                                                     |                                                                       | Reti                                                                  | 3                                                                     |                                                                       |

### Statistiche da allenatore

#### Club
In grassetto le competizioni vinte.
| Stagione              | Squadra               | Campionato            | Campionato | Campionato | Campionato | Campionato | Coppe nazionali | Coppe nazionali | Coppe nazionali | Coppe nazionali | Coppe nazionali | Coppe continentali | Coppe continentali | Coppe continentali | Coppe continentali | Coppe continentali | Altre coppe    | Altre coppe | Altre coppe | Altre coppe | Altre coppe | Totale | Totale | Totale | Totale | % Vittorie | Piazzamento |
| Stagione              | Squadra               | Comp                  | G          | V          | N          | P          | Comp            | G               | V               | N               | P               | Comp               | G                  | V                  | N                  | P                  | Comp           | G           | V           | N           | P           | G      | V      | N      | P      | %          | Piazzamento |
| --------------------- | --------------------- | --------------------- | ---------- | ---------- | ---------- | ---------- | --------------- | --------------- | --------------- | --------------- | --------------- | ------------------ | ------------------ | ------------------ | ------------------ | ------------------ | -------------- | ----------- | ----------- | ----------- | ----------- | ------ | ------ | ------ | ------ | ---------- | ----------- |
| giu.-ott. 1974        | East Stirlingshire    | SDT                   | 12         | 6          | 1          | 5          | SC+SLC          | 0+5             | 3               | 1               | 1               | -                  | -                  | -                  | -                  | -                  | -              | -           | -           | -           | -           | 17     | 9      | 2      | 6      | 52,94      | Dimis.      |
| ott. 1974-1975        | St. Mirren            | SDT                   | 38         | 19         | 8          | 11         | SC+SLC          | 1+0             | 0               | 0               | 1               | -                  | -                  | -                  | -                  | -                  | -              | -           | -           | -           | -           | 39     | 19     | 8      | 12     | 48,72      | Sub. 6º     |
| 1975-1976             | St. Mirren            | SFD                   | 26         | 9          | 8          | 9          | SC+SLC          | 1+6             | 0+1             | 0+2             | 1+3             | -                  | -                  | -                  | -                  | -                  | -              | -           | -           | -           | -           | 33     | 10     | 10     | 13     | 30,30      | 6º          |
| 1976-1977             | St. Mirren            | SFD                   | 39         | 25         | 12         | 2          | SC+SLC          | 2+6             | 1+1             | 0+2             | 1+3             | -                  | -                  | -                  | -                  | -                  | -              | -           | -           | -           | -           | 47     | 27     | 14     | 6      | 57,45      | 1º (prom.)  |
| 1977-1978             | St. Mirren            | SPD                   | 36         | 11         | 8          | 17         | SC+SLC          | 1+6             | 0+2             | 0+1             | 1+3             | -                  | -                  | -                  | -                  | -                  | -              | -           | -           | -           | -           | 43     | 13     | 9      | 21     | 30,23      | 8º          |
| Totale St. Mirren     | Totale St. Mirren     | Totale St. Mirren     | 139        | 64         | 36         | 39         |                 | 23              | 5               | 5               | 13              |                    | -                  | -                  | -                  | -                  |                | -           | -           | -           | -           | 162    | 69     | 41     | 52     | 42,59      |             |
| 1978-1979             | Aberdeen              | SPD                   | 36         | 13         | 14         | 9          | SC+SLC          | 5+8             | 3+6             | 1+1             | 1+1             | CdC                | 4                  | 2                  | 0                  | 2                  | -              | -           | -           | -           | -           | 53     | 24     | 16     | 13     | 45,28      | 4º          |
| 1979-1980             | Aberdeen              | SPD                   | 36         | 19         | 10         | 7          | SC+SLC          | 5+11            | 3+7             | 1+2             | 1+2             | CU                 | 2                  | 0                  | 1                  | 1                  | -              | -           | -           | -           | -           | 54     | 29     | 14     | 11     | 53,70      | 1º          |
| 1980-1981             | Aberdeen              | SPD                   | 36         | 19         | 11         | 6          | SC+SLC          | 2+6             | 1+3             | 0+1             | 1+2             | CC                 | 4                  | 1                  | 1                  | 2                  | -              | -           | -           | -           | -           | 48     | 24     | 13     | 11     | 50,00      | 2º          |
| 1981-1982             | Aberdeen              | SPD                   | 36         | 23         | 7          | 6          | SC+SLC          | 6+10            | 5+7             | 1+1             | 0+2             | CU                 | 6                  | 3                  | 2                  | 1                  | -              | -           | -           | -           | -           | 58     | 38     | 11     | 9      | 65,52      | 2º          |
| 1982-1983             | Aberdeen              | SPD                   | 36         | 25         | 5          | 6          | SC+SLC          | 5+8             | 5+4             | 0+2             | 0+2             | CdC                | 11                 | 8                  | 2                  | 1                  | -              | -           | -           | -           | -           | 60     | 42     | 9      | 9      | 70,00      | 3º          |
| 1983-1984             | Aberdeen              | SPD                   | 36         | 25         | 7          | 4          | SC+SLC          | 7+10            | 5+7             | 2+2             | 0+1             | CdC                | 8                  | 3                  | 2                  | 3                  | SU             | 2           | 1           | 1           | 0           | 63     | 41     | 14     | 8      | 65,08      | 1º          |
| 1984-1985             | Aberdeen              | SPD                   | 36         | 27         | 5          | 4          | SC+SLC          | 6+1             | 3+0             | 2+0             | 1+1             | CC                 | 2                  | 1                  | 0                  | 1                  | -              | -           | -           | -           | -           | 45     | 31     | 7      | 7      | 68,89      | 1º          |
| 1985-1986             | Aberdeen              | SPD                   | 36         | 16         | 12         | 8          | SC+SLC          | 6+6             | 5+6             | 1+0             | 0+0             | CC                 | 6                  | 3                  | 3                  | 0                  | -              | -           | -           | -           | -           | 54     | 30     | 16     | 8      | 55,56      | 4º          |
| lug.-nov. 1986        | Aberdeen              | SPD                   | 15         | 7          | 5          | 3          | SC+SLC          | 0+3             | 2               | 1               | 0               | CdC                | 2                  | 1                  | 0                  | 1                  | -              | -           | -           | -           | -           | 20     | 10     | 6      | 4      | 50,00      | Dimis.      |
| Totale Aberdeen       | Totale Aberdeen       | Totale Aberdeen       | 303        | 174        | 76         | 53         |                 | 105             | 72              | 18              | 15              |                    | 45                 | 22                 | 11                 | 12                 |                | 2           | 1           | 1           | 0           | 455    | 269    | 106    | 80     | 59,12      |             |
| nov. 1986-1987        | Manchester Utd        | FD                    | 29         | 11         | 10         | 8          | FACup+CdL       | 2+0             | 1+0             | 0+0             | 1+0             | -                  | -                  | -                  | -                  | -                  | -              | -           | -           | -           | -           | 31     | 12     | 10     | 9      | 38,71      | Sub. 11º    |
| 1987-1988             | Manchester Utd        | FD                    | 40         | 23         | 12         | 5          | FACup+CdL       | 3+5             | 2+4             | 0+0             | 1+1             | -                  | -                  | -                  | -                  | -                  | -              | -           | -           | -           | -           | 48     | 29     | 12     | 7      | 60,42      | 2º          |
| 1988-1989             | Manchester Utd        | FD                    | 38         | 13         | 12         | 13         | FACup+CdL       | 7+3             | 3+2             | 3+0             | 1+1             | -                  | -                  | -                  | -                  | -                  | -              | -           | -           | -           | -           | 48     | 18     | 15     | 15     | 37,50      | 11º         |
| 1989-1990             | Manchester Utd        | FD                    | 38         | 13         | 9          | 16         | FACup+CdL       | 8+3             | 6+1             | 2+1             | 0+1             | -                  | -                  | -                  | -                  | -                  | -              | -           | -           | -           | -           | 49     | 20     | 12     | 17     | 40,82      | 13º         |
| 1990-1991             | Manchester Utd        | FD                    | 38         | 16         | 12         | 10         | FACup+CdL       | 3+9             | 2+7             | 0+1             | 1+1             | CdC                | 9                  | 7                  | 2                  | 0                  | CS             | 1           | 0           | 1           | 0           | 60     | 32     | 16     | 12     | 53,33      | 6º          |
| 1991-1992             | Manchester Utd        | FD                    | 42         | 21         | 15         | 6          | FACup+CdL       | 3+8             | 1+6             | 2+2             | 0+0             | CdC                | 4                  | 1                  | 2                  | 1                  | SU             | 1           | 1           | 0           | 0           | 58     | 30     | 21     | 7      | 51,72      | 2º          |
| 1992-1993             | Manchester Utd        | PL                    | 42         | 24         | 12         | 6          | FACup+CdL       | 3+3             | 2+1             | 0+1             | 1+1             | CU                 | 2                  | 0                  | 2                  | 0                  | -              | -           | -           | -           | -           | 50     | 27     | 15     | 8      | 54,00      | 1º          |
| 1993-1994             | Manchester Utd        | PL                    | 42         | 27         | 11         | 4          | FACup+CdL       | 7+9             | 6+6             | 1+1             | 0+2             | UCL                | 4                  | 2                  | 2                  | 0                  | CS             | 1           | 0           | 1           | 0           | 63     | 41     | 16     | 6      | 65,08      | 1º          |
| 1994-1995             | Manchester Utd        | PL                    | 42         | 26         | 10         | 6          | FACup+CdL       | 7+3             | 5+2             | 1+0             | 1+1             | UCL                | 6                  | 2                  | 2                  | 2                  | CS             | 1           | 1           | 0           | 0           | 59     | 36     | 13     | 10     | 61,02      | 2º          |
| 1995-1996             | Manchester Utd        | PL                    | 38         | 25         | 7          | 6          | FACup+CdL       | 7+2             | 6+1             | 1+0             | 0+1             | CU                 | 2                  | 0                  | 2                  | 0                  | -              | -           | -           | -           | -           | 49     | 32     | 10     | 7      | 65,31      | 1º          |
| 1996-1997             | Manchester Utd        | PL                    | 38         | 21         | 12         | 5          | FACup+CdL       | 3+2             | 1+1             | 1+0             | 1+1             | UCL                | 10                 | 4                  | 1                  | 5                  | CS             | 1           | 1           | 0           | 0           | 54     | 28     | 14     | 12     | 51,85      | 1º          |
| 1997-1998             | Manchester Utd        | PL                    | 38         | 23         | 8          | 7          | FACup+CdL       | 4+1             | 2+0             | 1+0             | 1+1             | UCL                | 8                  | 5                  | 2                  | 1                  | CS             | 1           | 0           | 1           | 0           | 52     | 30     | 12     | 10     | 57,69      | 2º          |
| 1998-1999             | Manchester Utd        | PL                    | 38         | 22         | 13         | 3          | FACup+CdL       | 8+3             | 6+2             | 2+0             | 0+1             | UCL                | 13                 | 6                  | 7                  | 0                  | CS             | 1           | 0           | 0           | 1           | 63     | 36     | 22     | 5      | 57,14      | 1º          |
| 1999-2000             | Manchester Utd        | PL                    | 38         | 28         | 7          | 3          | FACup+CdL       | 1               | 0               | 0               | 1               | UCL                | 14                 | 8                  | 3                  | 3                  | CS+CInt+SU+Cmc | 6           | 0+1+0+1     | 0+0+0+1     | 1+0+1+1     | 59     | 38     | 11     | 10     | 64,41      | 1º          |
| 2000-2001             | Manchester Utd        | PL                    | 38         | 24         | 8          | 6          | FACup+CdL       | 2+2             | 1+1             | 0+0             | 1+1             | UCL                | 14                 | 6                  | 4                  | 4                  | CS             | 1           | 0           | 0           | 1           | 57     | 32     | 12     | 13     | 56,14      | 1º          |
| 2001-2002             | Manchester Utd        | PL                    | 38         | 24         | 5          | 9          | FACup+CdL       | 2+1             | 1+0             | 0+0             | 1+1             | UCL                | 16                 | 8                  | 6                  | 2                  | CS             | 1           | 0           | 0           | 1           | 58     | 33     | 11     | 14     | 56,90      | 3º          |
| 2002-2003             | Manchester Utd        | PL                    | 38         | 25         | 8          | 5          | FACup+CdL       | 3+6             | 2+4             | 0+1             | 1+1             | UCL                | 16                 | 11                 | 1                  | 4                  | -              | -           | -           | -           | -           | 63     | 42     | 10     | 11     | 66,67      | 1º          |
| 2003-2004             | Manchester Utd        | PL                    | 38         | 23         | 6          | 9          | FACup+CdL       | 6+2             | 6+1             | 0+0             | 0+1             | UCL                | 8                  | 5                  | 1                  | 2                  | CS             | 1           | 0           | 1           | 0           | 55     | 35     | 8      | 12     | 63,64      | 3º          |
| 2004-2005             | Manchester Utd        | PL                    | 38         | 22         | 11         | 5          | FACup+CdL       | 7+5             | 5+3             | 2+1             | 0+1             | UCL                | 10                 | 5                  | 2                  | 3                  | CS             | 1           | 0           | 0           | 1           | 61     | 35     | 16     | 10     | 57,38      | 3º          |
| 2005-2006             | Manchester Utd        | PL                    | 38         | 25         | 8          | 5          | FACup+CdL       | 4+6             | 2+5             | 1+1             | 1+0             | UCL                | 8                  | 3                  | 3                  | 2                  | -              | -           | -           | -           | -           | 56     | 35     | 13     | 8      | 62,50      | 2º          |
| 2006-2007             | Manchester Utd        | PL                    | 38         | 28         | 5          | 5          | FACup+CdL       | 8+2             | 5+1             | 2+0             | 1+1             | UCL                | 12                 | 8                  | 0                  | 4                  | -              | -           | -           | -           | -           | 60     | 42     | 7      | 11     | 70,00      | 1º          |
| 2007-2008             | Manchester Utd        | PL                    | 38         | 27         | 6          | 5          | FACup+CdL       | 4+1             | 3+0             | 0+0             | 1+1             | UCL                | 13                 | 9                  | 4                  | 0                  | CS             | 1           | 0           | 1           | 0           | 57     | 39     | 11     | 7      | 68,42      | 1º          |
| 2008-2009             | Manchester Utd        | PL                    | 38         | 28         | 6          | 4          | FACup+CdL       | 5+6             | 4+4             | 1+1             | 0+1             | UCL                | 13                 | 6                  | 6                  | 1                  | CS+Cmc+SU      | 4           | 0+2+0       | 1+0+0       | 0+0+1       | 66     | 44     | 15     | 7      | 66,67      | 1º          |
| 2009-2010             | Manchester Utd        | PL                    | 38         | 27         | 4          | 7          | FACup+CdL       | 1+6             | 0+5             | 0+0             | 1+1             | UCL                | 10                 | 7                  | 1                  | 2                  | CS             | 1           | 0           | 1           | 0           | 56     | 39     | 6      | 11     | 69,64      | 2º          |
| 2010-2011             | Manchester Utd        | PL                    | 38         | 23         | 11         | 4          | FACup+CdL       | 5+3             | 4+2             | 0+0             | 1+1             | UCL                | 13                 | 9                  | 3                  | 1                  | CS             | 1           | 1           | 0           | 0           | 60     | 39     | 14     | 7      | 65,00      | 1º          |
| 2011-2012             | Manchester Utd        | PL                    | 38         | 28         | 5          | 5          | FACup+CdL       | 2+3             | 1+2             | 0+0             | 1+1             | UCL+UEL            | 6+4                | 2+1                | 3+0                | 1+3                | CS             | 1           | 1           | 0           | 0           | 54     | 35     | 8      | 11     | 64,81      | 2º          |
| 2012-2013             | Manchester Utd        | PL                    | 38         | 28         | 5          | 5          | FACup+CdL       | 6+2             | 3+1             | 2+0             | 1+1             | UCL                | 8                  | 4                  | 1                  | 3                  | -              | -           | -           | -           | -           | 54     | 36     | 8      | 10     | 66,67      | 1º          |
| Totale Manchester Utd | Totale Manchester Utd | Totale Manchester Utd | 1035       | 625        | 238        | 172        |                 | 217             | 142             | 32              | 43              |                    | 223                | 119                | 60                 | 44                 |                | 25          | 9           | 8           | 8           | 1 500  | 895    | 338    | 267    | 59,67      |             |
| Totale carriera       | Totale carriera       | Totale carriera       | 1489       | 869        | 351        | 269        |                 | 350             | 222             | 56              | 72              |                    | 268                | 141                | 71                 | 56                 |                | 27          | 10          | 9           | 8           | 2 134  | 1 242  | 487    | 405    | 58,20      |             |

#### Nazionale
| Squadra | Naz               | dal               | al             | Record | Record | Record | Record     | Record | Record | Record | Record |
| G       | V                 | N                 | P              | GF     | GS     | DR     | % Vittorie |        |        |        |        |
| ------- | ----------------- | ----------------- | -------------- | ------ | ------ | ------ | ---------- | ------ | ------ | ------ | ------ |
| Scozia  | Scozia (bandiera) | 10 settembre 1985 | 13 giugno 1986 | 10     | 3      | 4      | 3          | 8      | 5      | +3     | 30,00  |

#### Nazionale nel dettaglio
| Nov.-dic. 1985   | Scozia        | Qual. Mondiale 1986 | Qualificato dopo gli spareggi intercontinentali | 2  | 1 | 1 | 0 | 50,00 | 2 | 0 | +2 |
| Mag. 1986        | Scozia        | Rous Cup 1986       | Partita unica, sconfitta contro l'Inghilterra   | 1  | 0 | 0 | 1 | &0,00 | 1 | 2 | -1 |
| Giu. 1986        | Scozia        | Mondiale 1986       | 4º nel Gruppo E, eliminato                      | 3  | 0 | 1 | 2 | &0,00 | 1 | 3 | -2 |
| Dal 1985 al 1986 | Scozia        | Amichevoli          |                                                 | 4  | 2 | 2 | 0 | 50,00 | 4 | 0 | +4 |
| Totale Scozia    | Totale Scozia | Totale Scozia       | Totale Scozia                                   | 10 | 3 | 4 | 3 | 30,00 | 8 | 5 | +3 |

#### Panchine da commissario tecnico della nazionale scozzese
| Cronologia completa delle presenze e delle reti in nazionale ― Scozia | Cronologia completa delle presenze e delle reti in nazionale ― Scozia | Cronologia completa delle presenze e delle reti in nazionale ― Scozia | Cronologia completa delle presenze e delle reti in nazionale ― Scozia | Cronologia completa delle presenze e delle reti in nazionale ― Scozia | Cronologia completa delle presenze e delle reti in nazionale ― Scozia | Cronologia completa delle presenze e delle reti in nazionale ― Scozia | Cronologia completa delle presenze e delle reti in nazionale ― Scozia |
| Data                                                                  | Città                                                                 | In casa                                                               | Risultato                                                             | Ospiti                                                                | Competizione                                                          | Reti                                                                  | Note                                                                  |
| --------------------------------------------------------------------- | --------------------------------------------------------------------- | --------------------------------------------------------------------- | --------------------------------------------------------------------- | --------------------------------------------------------------------- | --------------------------------------------------------------------- | --------------------------------------------------------------------- | --------------------------------------------------------------------- |
| 16-10-1985                                                            | Glasgow                                                               | Scozia                                                                | 0 – 0                                                                 | Germania Est                                                          | Amichevole                                                            | -                                                                     | Cap: G.J. Souness                                                     |
| 20-11-1985                                                            | Glasgow                                                               | Scozia                                                                | 2 – 0                                                                 | Australia                                                             | Qual. Mondiali 1986                                                   | Davie Cooper Francis McAvennie                                        | Cap: G.J. Souness                                                     |
| 4-12-1985                                                             | Melbourne                                                             | Australia                                                             | 0 – 0                                                                 | Scozia                                                                | Qual. Mondiali 1986                                                   | -                                                                     | Cap: G.J. Souness                                                     |
| 28-1-1986                                                             | Ramat Gan                                                             | Israele                                                               | 0 – 1                                                                 | Scozia                                                                | Amichevole                                                            | Paul McStay                                                           | Cap: W. Miller                                                        |
| 26-3-1986                                                             | Glasgow                                                               | Scozia                                                                | 3 – 0                                                                 | Romania                                                               | Amichevole                                                            | Gordon Strachan Richard Gough Roy Aitken                              | Cap: K. Dalglish                                                      |
| 23-4-1986                                                             | Londra                                                                | Inghilterra                                                           | 2 – 1                                                                 | Scozia                                                                | Stanley Rous Cup 1986                                                 | Graeme James Souness                                                  | Cap: G.J. Souness                                                     |
| 29-4-1986                                                             | Eindhoven                                                             | Paesi Bassi                                                           | 0 – 0                                                                 | Scozia                                                                | Amichevole                                                            | -                                                                     | Cap: W. Miller                                                        |
| 4-6-1986                                                              | Nezahualcoyotl                                                        | Scozia                                                                | 0 – 1                                                                 | Danimarca                                                             | Mondiali 1986 - 1º turno                                              | -                                                                     | Cap: G.J. Souness                                                     |
| 8-6-1986                                                              | Santiago de Querétaro                                                 | Germania Ovest                                                        | 2 – 1                                                                 | Scozia                                                                | Mondiali 1986 - 1º turno                                              | Gordon Strachan                                                       | Cap: G.J. Souness                                                     |
| 13-6-1986                                                             | Nezahualcoyotl                                                        | Scozia                                                                | 0 – 0                                                                 | Uruguay                                                               | Mondiali 1986 - 1º turno                                              | -                                                                     | Cap: W. Miller                                                        |
| Totale                                                                |                                                                       | Presenze                                                              | 10                                                                    |                                                                       | Reti                                                                  | 8                                                                     |                                                                       |

## Palmarès

### Giocatore
- Scottish First Division: 2

St. Johnstone: 1962-1963
Falkirk: 1969-1970

### Allenatore

#### Club

##### Competizioni nazionali
- Scottish First Division: 1

Saint Mirren: 1976-1977
- Campionato scozzese: 3

Aberdeen: 1979-1980, 1983-1984, 1984-1985
- Coppa di Scozia: 4

Aberdeen: 1981-1982, 1982-1983, 1983-1984, 1985-1986
- Coppa di Lega scozzese: 1

Aberdeen: 1985-1986
- Campionato inglese: 13  (record)

Manchester United: 1992-1993, 1993-1994, 1995-1996, 1996-1997, 1998-1999, 1999-2000, 2000-2001, 2002-2003, 2006-2007, 2007-2008, 2008-2009, 2010-2011, 2012-2013
- Coppa d'Inghilterra: 5

Manchester United: 1989-1990, 1993-1994, 1995-1996, 1998-1999, 2003-2004
- Coppa di Lega inglese: 4  (record condiviso con Brian Clough, José Mourinho e Josep Guardiola)

Manchester United: 1991-1992, 2005-2006, 2008-2009, 2009-2010
- Charity/Community Shield: 10  (record)

Manchester United: 1990, 1993, 1994, 1996, 1997, 2003, 2007, 2008, 2010, 2011

##### Competizioni internazionali
- Coppa delle Coppe: 2  (record condiviso con Nereo Rocco, Valerij Lobanovs'kyj e Johan Cruijff)

Aberdeen: 1982-1983
Manchester United: 1990-1991
- Supercoppa UEFA: 2

Aberdeen: 1983
Manchester United: 1991
- UEFA Champions League: 2

Manchester United: 1998-1999, 2007-2008
- Coppa Intercontinentale: 1

Manchester United: 1999
- Coppa del mondo per club: 1

Manchester United: 2008

#### Individuale
- Allenatore della Premier League dell'anno: 10

1993-1994, 1995-1996, 1996-1997, 1998-1999, 1999-2000, 2002-2003, 2006-2007, 2007-2008, 2008-2009, 2010-2011
- Allenatore dell'anno League Managers Association: 3

1998-1999, 2007-2008, 2010-2011
- Allenatore del decennio League Managers Association: 1

Anni 1990
- Allenatore dell'anno UEFA: 1

1999
- Allenatore dell'anno IFFHS: 2

1999, 2008
- Onze d'or al miglior allenatore europeo dell'anno: 3

1999, 2007, 2008
- Premio alla carriera Presidential Award: 1

2011
- Miglior Allenatore del Mondo del XXI secolo IFFHS : 1

2012

### Videografia
- Federico Ferri e Federico Buffa, Storie Mondiali: Diegooooooooo! (1986), Sky Sport, 2014.